# ميهايل ميكيتش
ميهايل ميكيتش (بالكرواتية: Mihael Mikić)‏ (مواليد 6 يناير 1980)، هو لاعب كرة قدم كان يلعب كلاعب وسط.

## وصلات خارجية
- ميهايل ميكيتش على موقع الاتحاد الدولي (مؤرشف)  (الإنجليزية)
- ميهايل ميكيتش على موقع اتحاد كرواتيا (الكرواتية)
- ميهايل ميكيتش على موقع رابطة كرة القدم اليابانية للمحترفين (اليابانية)
- ميهايل ميكيتش على موقع قاعدة بيانات كرة القدم.إي يو (الإنجليزية)
- ميهايل ميكيتش على موقع Soccerway.com (الإنجليزية)
- ميهايل ميكيتش على موقع عالم كرة القدم.نت (الإنجليزية)
- ميهايل ميكيتش على موقع AS.com (الإسبانية)